# Xian de Zuoquan
Le xian de Zuoquan (左权县 ; pinyin : Zuǒquán Xiàn) est une subdivision de la province du Shanxi en Chine. Il est placé sous la juridiction administrative de la ville-préfecture de Jinzhong.

## Démographie
La population du district était de 159 515 habitants en 1999.